# غار أحمر
غار أحمر (الاسم العلمي Persea borbonia)، شجرة برية وتزيينية من فصيلة الغارية. هيكلها جميل الشكل. ساقها تعلو من 8 إلى 10 أمتار. أوراقها إهليلجية تطول من 15 إلى 20 سم. وتعرض من 3 إلى 5 سم. نصلها جامد الصفحة اللامعة الشديدة الخضار الفواحة العرف المستحب. أزهارها جرسية الشكل، عثكولية التجميع، محورية الارتكاز، فستقية اللون، ثلاثية التركيب، حملية الفصل والبتلات. ثمارها حمصية الشكل والحجم، زرقاء اللون، سود المواج، حمر الأهن. وهي من الأشجار السبروتية التي تجود في جميع الأتربة العميقة الغور، المتوسطة الرطوبة.